# Feijão-cavalinho
O Feijão-cavalinho (Vigna unguiculata) é uma variedade de feijão-fradinho, de sementes brancas e rugosas.